# Gigantspinosaurus
Gigantspinosaurus var en växtätande dinosaurie som levde i det som idag är i Sichuan-provinsen i Kina under jura för cirka 160 miljoner år sedan. Det var en stegosaurie, och hade ryggen täckt med benplattor, mindre och smalare än hos Stegosaurus. Svansen var lång, och slutade i två par taggar som kunde svängas mot angripare. Det mest iögonfallande kännetecknet är de långa taggarna (förlängda skulderblad) som sitter på var sida av kroppen. Dessa var krökta bakåt och nådde nästan till bakbenet.

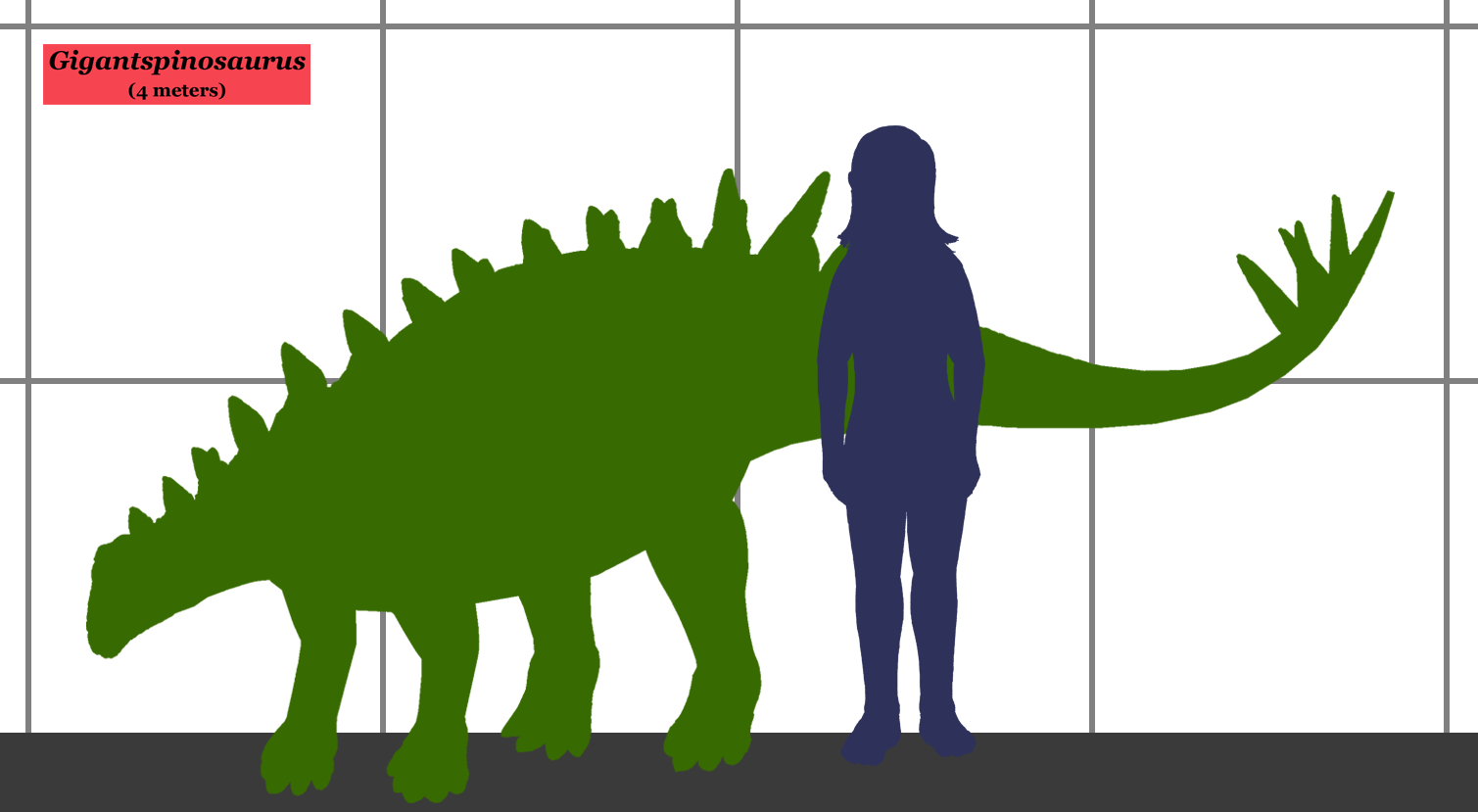
Gigantspinosaurus storlek jämfört med en människa.